# Buffy The Vampire Slayer Season 9
『Buffy The Vampire Slayer Season 9』（バフィー・ザ・バンパイア・スレイヤー シーズン9）は、2011年からアメリカ合衆国で発売されているコミック。アメリカのテレビドラマ『バフィー 〜恋する十字架〜』の続編であるコミックシリーズ『第8シーズン』の続編。

## 概要
第8シーズンの最終章であるコミック『Last Gleaming』のラストシーンを受けた内容で、2011年9月14日に第1章である『Freefall Part1』がダークホースコミックスから発売された。

## あらすじ
サンフランシスコ郊外に邸宅を構えるバフィーに、ある日ゾンビが訪れる。一方、地獄では無数の悪魔たちが集結していた。その後、不審者とみなされ警察に逮捕されるなど、さまざまなトラブルがバフィーに降りかかる。次第にバフィーは自分がいつの間にかバフィーロボに身体が置き換わっていることを知る。そして、ロサンゼルスの法律事務所ウルフラム&ハートからの挑戦を受けることになる。

## 登場人物
バフィー・アン・サマーズ
主人公。
スパイク
バフィーの元恋人。バンパイア。
ライリー・フィン
バフィーの元恋人。妻帯者。
ウィロー・ローゼンバーグ
バフィーの親友。
ドーン・サマーズ
バフィーの妹。
ザンダー・ハリス
バフィーの同居人。ドーンの恋人。
ロバート・ダウリング
サンフランシスコ市警察の警察官。
ミランダ・チャン
ロバートの同僚。中国系の刑事。『On Your Own』でゾンパイアと戦闘、『Apart (of Me)』で死亡が確認されたあとゾンパイアになる。
セブリン
バンパイアを人間に戻す能力を持った男。サイフォンとも呼ばれ、他人の能力を吸い取る力がある。またゾンパイアを作り出す能力も持ち、サーモンの手下でもある。
ニッキー・ウッド
バンパイア・スレイヤー。故人。
ロビン・ウッド
ニッキーの息子。バンパイア・ハンター。
サーモン・ドフラー
元バンパイア・スレイヤー。シーズン終盤でバンパイアと化したスレイヤー・スレイパイアであることが明らかになる。
アンドリュー・ウェルズ
元ウォッチャー。現在はエンジニア。
バフィーロボ
バフィーの身代わりロボット。トロイカに所属していたアンドリューによるアップグレード版。バフィーの脳から記憶を転送しインプットしているため、バフィーと同じ記憶を持つ。
ケネディ
バンパイア・スレイヤー。『Last Gleaming』の事件の後、生き残りのスレイヤーたちとともに警備会社を設立した。
ジオ・ダニエルズ
コンピュータ・プログラマー。『Guarded part1』から登場。
イルドア・コー
アルカトラズ島に住む悪魔。
ビリー・レーン
自称バンパイア・スレイヤーの男性。『Billy The Vampire Slayer』で登場。
イリリア
古代の悪魔。
ダハフリン
悪魔。
マローカ
古代の悪魔。オオカミに似た怪物。

## エピソードリスト
1. Freefall
2. Slayer, Interrupted
3. On Your Own
4. Apart (of Me)
5. Guarded
6. Billy The Vampire Slayer
7. Welcome to the Team
8. The Watcher
9. The Core

## 作者
- 製作：ジョス・ウィードン
- 原案：ジョス・ウィードン、アンドリュー・チャンブリス
- インク画：デクスター・ヴァインズ
- 鉛筆画：ジョルジュ・ジーンティ、カール・モーライン[6]

## 関連作品
Seasen9と並行して、以下のコミックシリーズがダークホースコミックスから発売されている。
- Angel & Faith
- Spike
『Apart (of Me)』のあとバフィーとは別行動をとっているスパイクが主役。
- Willow—Wonderland
2012年11月から発売されているコミック。『Angel & Faith』の第14章の事件の結果、地獄に置き去りとなったウィローが主役となっている。
- Drusilla
バンパイアのドゥルーシラが主役のシリーズ。ダークホースコミックスから2012年に発売される予定だったが、スタッフの都合がつかず発売時期はシーズン9の終盤ごろに延期されることになった。[7]